# Grasslands National Park
Grasslands nationalpark er en nationalpark i de sydlige dele af provinsen Saskatchewan i Canada. Den blev etableret i 1981 og det beskyttede område omfatter 907 kvadratkilometer.
Grasslands National Park repræsenterer en natur og et økosystem som bliver stadig sjældnere i Canada, og er et af landets få tilbageværende uforstyrrede områder som domineres af prærie, en type af græsområde som tidligere dækkede store områder i Nordamerika.
Parken er inddelt i to hovedområder. Den vestlige del er geologisk præget af floden Frenchman Rivers dalstrøg og de omgivende bjergtoppe. Den østlige del er kendt for Killdeer Badlands, hvor der er fundet mange dinosaurfossiler.
Parkens fauna og flora omfatter flere sjældne dyr og planter, specielt tilpassede til prærieområder. Blandt de største dyr som kan siges at være karakteristiske for Nordamerikas oprindelige prærieområder, og som findes i parken er bisonokse og gaffelbuk.